# Хоробра
Хоро́бра — річка в Україні, у Медвинській сільській громаді Білоцерківського району Київської області та Стеблівській селищній громаді Звенигородського району Черкаської області. Права притока Росі (басейн Дніпра).

## Опис
Довжина 29 км, площа басейну 287 км². Похил річки 3,2 м/км. Долина ерозійного типу, завширшки до 1,6 км, завглибшки до 40 м. Заплава одростороння, завширшки до 200 м, у верхів'ї заболочена. Річище слабозвивисте, завширшки до 10 м. Споруджено бл. 10 ставків, найбільший з яких — ставок Старенький.

## Розташування
Хоробра бере початок у селі Медвин. Тече на схід через села Гута, Дмитренки, Коряківка, Сидорівка, Заріччя. Впадає до Росі в межах північної частини смт Стеблів за 83 км від її гирла.
- У XVI—XVII ст. через село Заріччя проходив чумацький шлях. Береги річки, хоча й заболочені, розливалась у повінь на 800—900 м. Поблизу села був єдиний брід, тому жителі користувались цим і часто грабували чумаків.[2]

## Притоки
- Котова - права притока
- Медвинка - притока у селі Медвин[3]
- Бистра (Росавка) - ліва притока. Бере початок на південно-східній стороні від села Яцюки. Тече переважно на південний схід через листяний ліс[4] та село Киданівку і впадає у Хоробру на північно-східній околиці села Сидорівка.[5][6]